# Имобилијаре-Роси (Асколи Пичено)
Имобилијаре-Роси (итал. Immobiliare-Rossi) насеље је у Италији у округу Асколи Пичено, региону Марке.
Према процени из 2011. у насељу је живело 176 становника. Насеље се налази на надморској висини од 164 м.